# بير أو العلق (معان)
بير أو العلق منطقة سكنية تقع في لواء قصبة معان، محافظة معان في الأردن. تنتمي المنطقة لقضاء أذرح الذي يضم 8 مناطق. يقدر عدد سكانها بـ 42 نسمة حسب إحصاء 2015.

## الوصلات الخارجية
- دائرة الاحصاءات العامة